# Kungkilan (Sosoh Buay Rayap)
Kungkilan is een bestuurslaag in het regentschap Ogan Komering Ulu van de provincie Zuid-Sumatra, Indonesië. Kungkilan telt 1501 inwoners (volkstelling 2010).